# Траки
Тра́ки (рос. Траки, чув. Трак) — селище у складі Красноармійського району Чувашії, Росія. Входить до складу Яншихово-Челлинського сільського поселення.
Населення — 20 осіб (2010; 26 у 2002).
Національний склад:
- чуваші — 100 %